# Uki
Uki (宇城市, Uki-shi) és una ciutat de la prefectura de Kumamoto, al Japó.
El 2015 tenia una població estimada de 61.452 habitants. Té una àrea total de 188,56 km². Uki fou establerta el 15 de gener de 2005 com a resultat de la unió dels pobles de Misumi i Shiranuhi (del districte d'Uto), i els pobles de Matsubase, Ogawa i Toyono (del districte de Shimomashiki).